# Північнокапська провінція
Північнокапська провінція (афр. Noord-Kaap, тсв. Kapa Bokone, коса. Mntla-Koloni) — найбільша провінція Південно-Африканської Республіки, займає 30 % території, географічно розташована в північно-західній частині країни.
На заході провінція омивається Атлантичним океаном, на півдні межує з Західнокапською провінцією, південному сході — з Східнокапською провінцією, на сході — з провінцією Фрі-Стейт, на північному сході — з Північнозахідною провінцією, на півночі з Ботсваною і Намібією.
Не зважаючи на те, що провінція є найбільшою в країні, за чисельністю населення вона займає останнє місце. Столицею провінції є місто Кімберлі. 
Це одна з двох провінцій ПАР, де абсолютна більшість населення говорить мовою африкаанс. Частка носіїв африкаанс (70 %) тут максимальна.

Густота населення:

Мови провінції:

| <1 /км² 1–3 /км² 3–10 /км² 10–30 /км² 30–100 /км² |  | 100–300 /км² 300–1000 /км² 1000–3000 /км² >3000 /км² |

| Африкаанс Англійська Коса |  | Тсвана Без переважаючої мови |

## Археологія
Печера у скелі на пагорбі Га-Мохана (Ga-Mohana Hill North Rockshelter) використовувалася прадавніми людьми 105 тисяч років тому. Дослідники знайшли 22 білих кристали кальциту та фрагменти шкаралупи страусиних яєць.